# Keniten (Mojo)
Keniten is een bestuurslaag in het regentschap Kediri van de provincie Oost-Java, Indonesië. Keniten telt 5966 inwoners (volkstelling 2010).